# 大连西路跨线桥
大连西路跨线桥，又名西体育会路立交桥，是上海历史上首座跨越城市道路的车行立交桥:立交桥，位于虹口区中部、东江湾路和大连西路交叉口。此桥于1985年12月26日通车，2012年4月20日起关闭拆除，其交通功能现被广中路地道代替。

## 概述
大连西路跨线桥所在路口当时为市区前往吴淞地区的要道:立交桥，南北向交通较为拥堵。1983年9月，虹口区城建办在编制地区规划时，提出新建大连西路、东江湾路跨线桥:道路交通规划。1985年上海市市政工程管理局完成桥梁设计，同年9月12日动工，12月24日建成，26日（一说1986年1月1日:立交桥）通车。桥梁全长377米，南至虹口游泳池门口、北至上海外国语大学大门北侧50米，共21孔，其中主桥长288米、主跨跨度28米。桥面宽10.0米，双向两车道，车道宽度合计9.4米。整桥为装配式设计，钢结构简支梁，全部采用现场焊接:立交桥:城市立交工程。2012年4月20日23时，大连西路跨线桥开始拆除，为广中路地道北线隧道让路。

## 文化
大连西路跨线桥使用近30年，期间承担了1993年东亚运动会、2007年女足世界杯等重大活动的车流，不少周边居民都对此桥有所怀念，2012年拆除工作启动后的首个周末亦有市民前来送行。1992年金鸡奖“最佳儿童片”《烛光里的微笑》曾在此桥取景。